# Siarhei Silchanka
Siarhei Silchanka es un deportista bielorruso que compitió en esquí de fondo adaptado. Ganó una medalla de plata en los Juegos Paralímpicos de Turín 2006 en la prueba de 5 km de pie.

## Palmarés internacional
| Juegos Paralímpicos | Juegos Paralímpicos | Juegos Paralímpicos | Juegos Paralímpicos |
| Año                 | Lugar               | Medalla             | Prueba              |
| ------------------- | ------------------- | ------------------- | ------------------- |
| 2006                | Turín (Italia)      | Medalla de plata    | 5 km de pie         |